# Spirotheca awadendron
Spirotheca awadendron är en malvaväxtart som beskrevs av Fern.Alonso. Spirotheca awadendron ingår i släktet Spirotheca och familjen malvaväxter. Inga underarter finns listade i Catalogue of Life.